# Монмартен-ан-Грень
Монмарте́н-ан-Грень, Монмартен-ан-Ґрень (фр. Montmartin-en-Graignes) — колишній муніципалітет у Франції, у регіоні Нормандія, департамент Манш. Населення — 562 осіб (2011).
Муніципалітет розташований на відстані близько 260 км на захід від Парижа, 60 км на захід від Кана, 19 км на північ від Сен-Ло.

## Історія
До 2015 року муніципалітет перебував у складі регіону Нижня Нормандія. Від 1 січня 2016 року належить до нового об'єднаного регіону Нормандія.
1-1-2019 Монмартен-ан-Грень, Брюшвіль, Ка, Сен-Ілер-Петітвіль i В'єрвіль було приєднано до муніципалітету Карантан-ле-Маре.

## Демографія
Динаміка населення (INSEE ):
Розподіл населення за віком та статтю (2006):
| Стать | Всього | До 15 років | 15-24 | 25-44 | 45-64 | 65-85 | Понад 85 |
| --- | ------ | ----------- | ----- | ----- | ----- | ----- | -------- |
| Чоловіки | 276    | 56          | 20    | 92    | 60    | 40    | 8        |
| Жінки | 264    | 60          | 32    | 60    | 48    | 64    | 0        |
| \| Статево-вікова піраміда \| Статево-вікова піраміда \| Статево-вікова піраміда \| \| ----------------------- \| ----------------------- \| ----------------------- \| \| Чоловіки \| Вік \| Жінки \| \| 8 \| 85 + \| 0 \| \| 8 \| 80-84 \| 8 \| \| 8 \| 75-79 \| 20 \| \| 20 \| 70-74 \| 20 \| \| 4 \| 65-69 \| 16 \| \| 12 \| 60-64 \| 4 \| \| 20 \| 55-59 \| 16 \| \| 16 \| 50-54 \| 8 \| \| 12 \| 45-49 \| 20 \| \| 16 \| 40-44 \| 12 \| \| 32 \| 35-39 \| 16 \| \| 28 \| 30-34 \| 12 \| \| 16 \| 25-29 \| 20 \| \| 12 \| 20-24 \| 20 \| \| 8 \| 15-20 \| 12 \| \| 16 \| 10-14 \| 16 \| \| 24 \| 5-9 \| 16 \| \| 16 \| 0-4 \| 28 \| |        |             |       |       |       |       |          |
| Статево-вікова піраміда |        |             |       |       |       |       |          |
| Чоловіки | Вік    | Жінки       |       |       |       |       |          |
| 8 | 85 +   | 0           |       |       |       |       |          |
| 8 | 80-84  | 8           |       |       |       |       |          |
| 8 | 75-79  | 20          |       |       |       |       |          |
| 20 | 70-74  | 20          |       |       |       |       |          |
| 4 | 65-69  | 16          |       |       |       |       |          |
| 12 | 60-64  | 4           |       |       |       |       |          |
| 20 | 55-59  | 16          |       |       |       |       |          |
| 16 | 50-54  | 8           |       |       |       |       |          |
| 12 | 45-49  | 20          |       |       |       |       |          |
| 16 | 40-44  | 12          |       |       |       |       |          |
| 32 | 35-39  | 16          |       |       |       |       |          |
| 28 | 30-34  | 12          |       |       |       |       |          |
| 16 | 25-29  | 20          |       |       |       |       |          |
| 12 | 20-24  | 20          |       |       |       |       |          |
| 8 | 15-20  | 12          |       |       |       |       |          |
| 16 | 10-14  | 16          |       |       |       |       |          |
| 24 | 5-9    | 16          |       |       |       |       |          |
| 16 | 0-4    | 28          |       |       |       |       |          |

## Економіка
2010 року серед 335 осіб працездатного віку (15—64 років) 247 були активними, 88 — неактивними (показник активності 73,7%, у 1999 році було 66,9%). З 247 активних мешканців працювали 234 особи (128 чоловіків та 106 жінок), безробітними було 13 (7 чоловіків та 6 жінок). Серед 88 неактивних 17 осіб було учнями чи студентами, 41 — пенсіонерами, 30 були неактивними з інших причин.

У 2010 році в муніципалітеті числилось 220 оподаткованих домогосподарств, у яких проживали 558,5 особи, медіана доходів виносила 15 306 євро на одного особоспоживача